# 鐵線清水宮
鐵線清水宮，亦作鐵線祖師廟，舊稱鐵線朱王廟。台灣澎湖縣馬公市廟宇，鐵線里公廟，主祀清水祖師。

## 沿革
「鐵線里」舊稱「鐵線尾」，民間訛稱「鐵汕渼」，約莫於清代雍正年間便有福建移民開墾的紀錄，在日治時期初期之前皆歸統於嵵裡澳管轄。
鐵線清水宮建廟年份不詳，最初奉祀的主神也並非清水祖師爺，而是葉府王爺，由邱氏的開基祖迎奉而來。根據蔡光庭老師考證鐵線邱家族譜資料，邱氏約莫在康熙中葉左右遷居澎湖；日漸安定之後，鄉親感恩神明靈應，便在雍正九年（1731年）闢建廟宇，最初主祀葉府王爺，當時另外也供奉李府王爺和朱府王爺兩尊神明。
據耆老口耳相傳，在光緒辛卯年（即光緒17年、公元1891年）之際，順應澎湖廳將數尊神像分配予嵵裡澳的各社祭祀之政策，朱府王爺千歲神尊便被分配至鐵線尾社，村民嗣後商議重建廟宇，廟宇既成，引以朱府王爺為名，時稱「朱王廟」，廟身坐東北朝西南。
日治時期結束後，朱王廟歷經多年風霜寒暑，早已毀壞嚴重，由於鐵線尾聚落不但幅員狹小（僅0.8820平方公里），生產力不高，人丁益顯單薄，直到民國50年（1961年）才有鄉民耆老提出每丁每月出資的辦法來籌措重建資金，總算在民國52年（1963年）動工，民國54年（1965年）落成，負責施作該次的重建工程為知名「大木匠師」葉根壯。
民國54年（1965年）農曆11月18日廟宇舉辦入火大典，傳說鐵線朱王爺顯靈，自云修行有成、功德圓滿，已受玉皇大帝敕封「清水祖師爺」，即成為清水祖師的分靈，故朱王廟的廟號更易為「祖師廟」，又名「清水宮」。但根據2013年出版《澎湖鐵線清水宮－文鸞武壇神威傳奇》記述，清水祖師是由本廟第三任葉府王爺陞任，年份為昭和五年（1930年）。
故鐵線清水宮與同在馬公市西文里的文澳祖師廟雖然都供奉清水祖師，但兩者信仰淵源不同，鐵線清水宮乃原祀的王爺千歲晉升，而文澳祖師廟係援引福建泉州安溪系統而來。
民國90年（2001年），清水宮管理委員會有感廟宇老舊狹隘，遂向國有財產局管理申購港口旁的海埔新生地來闢建新廟，同年（2005年）四月破土動工，耗時兩年，計斥資新台幣3190萬元整，在民國94年（2005年）竣工，即為現貌。

## 鸞堂
日治時期的澎湖，當時廟宇深受一新社鄉紳活動影響，以沙盤鸞筆請神降壇開示的鸞堂（善堂）接連設立，遍布澎湖各大地區；大正11年（1922年），鐵線朱王廟開辦「初化社虔善堂」，善書《寶世金篇》刊出，著有〈禮〉、〈義〉、〈廉〉、〈恥〉，共計四卷。:52-54
鐵線尾居民邱石印在民國38年（1949年）出任虔善堂正鸞手後，扶鸞濟世一甲子，直到81歲才將文壇堂主之位傳予邱君壯，而隨文壇鸞堂文化沒落，鐵線清水宮成為少數保有傳統鸞堂習俗的廟宇，邱君壯也乃有「末代文壇堂主」之稱。

## 圖輯

### 舊廟
清水宮舊廟為大木匠師葉根壯民國52年（1963年）作品，並未隨新廟闢建而拆除，今可見於新廟的西北側，保存尚稱完整。

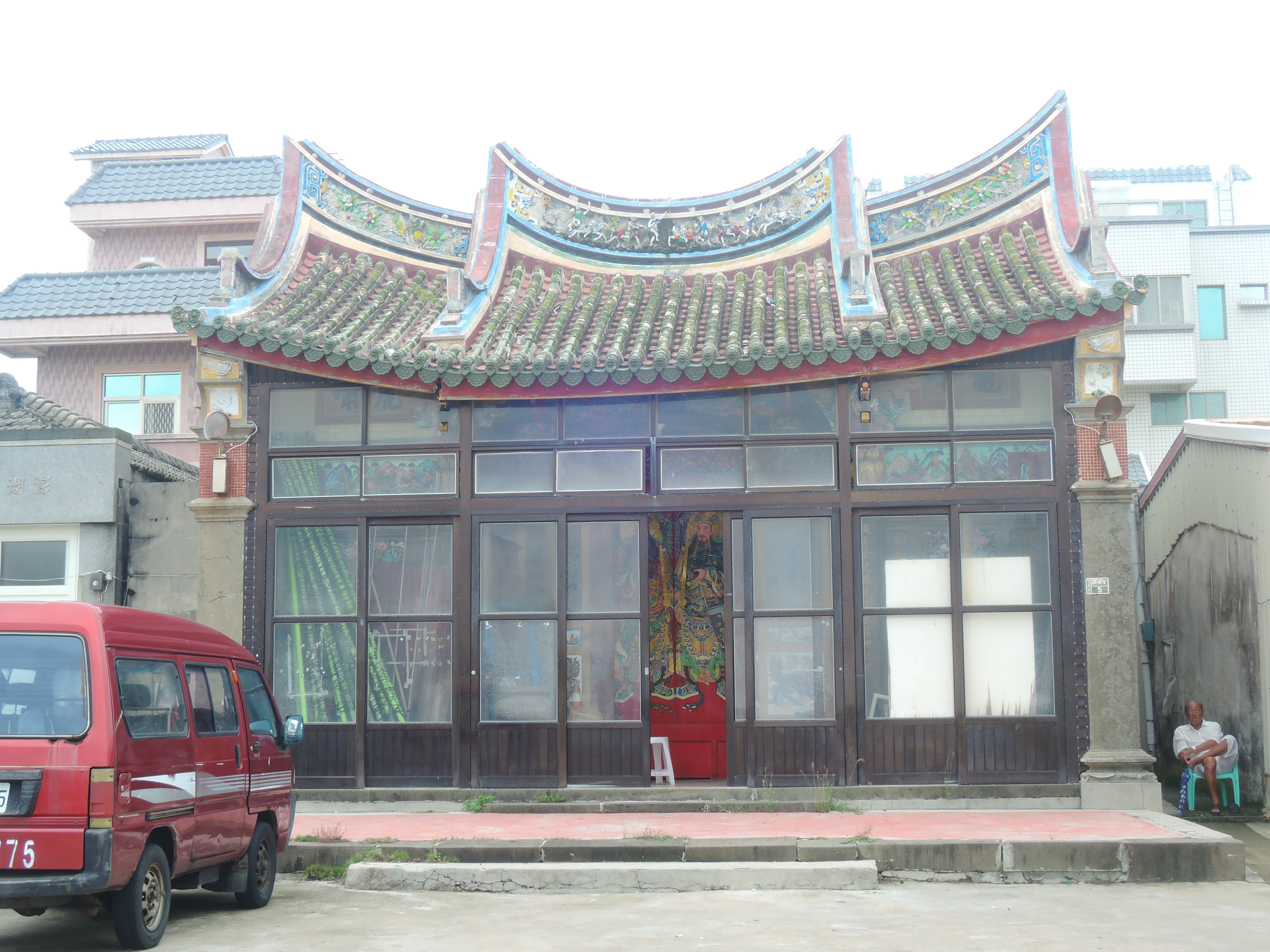
舊廟立面
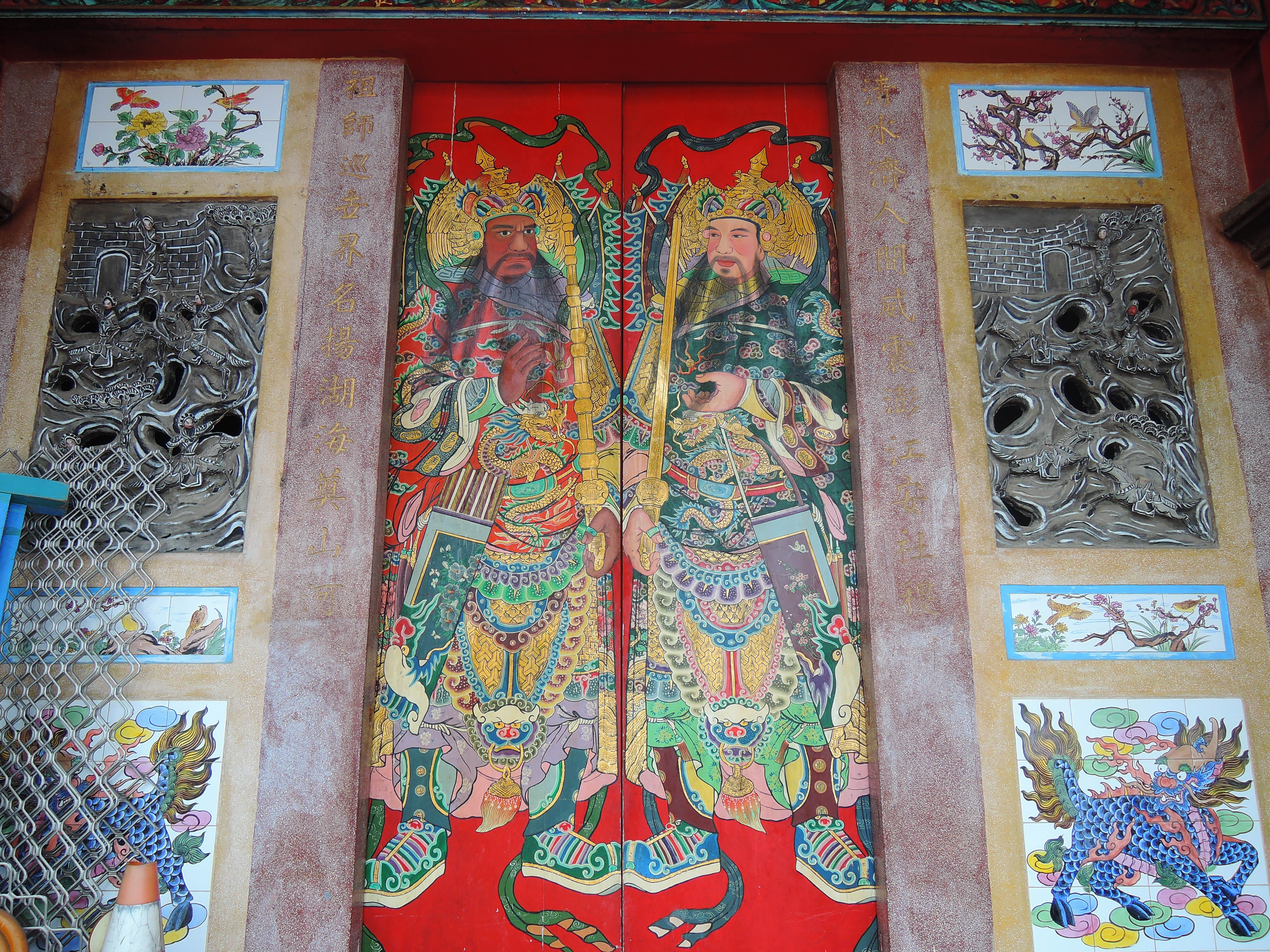
舊廟門神彩繪
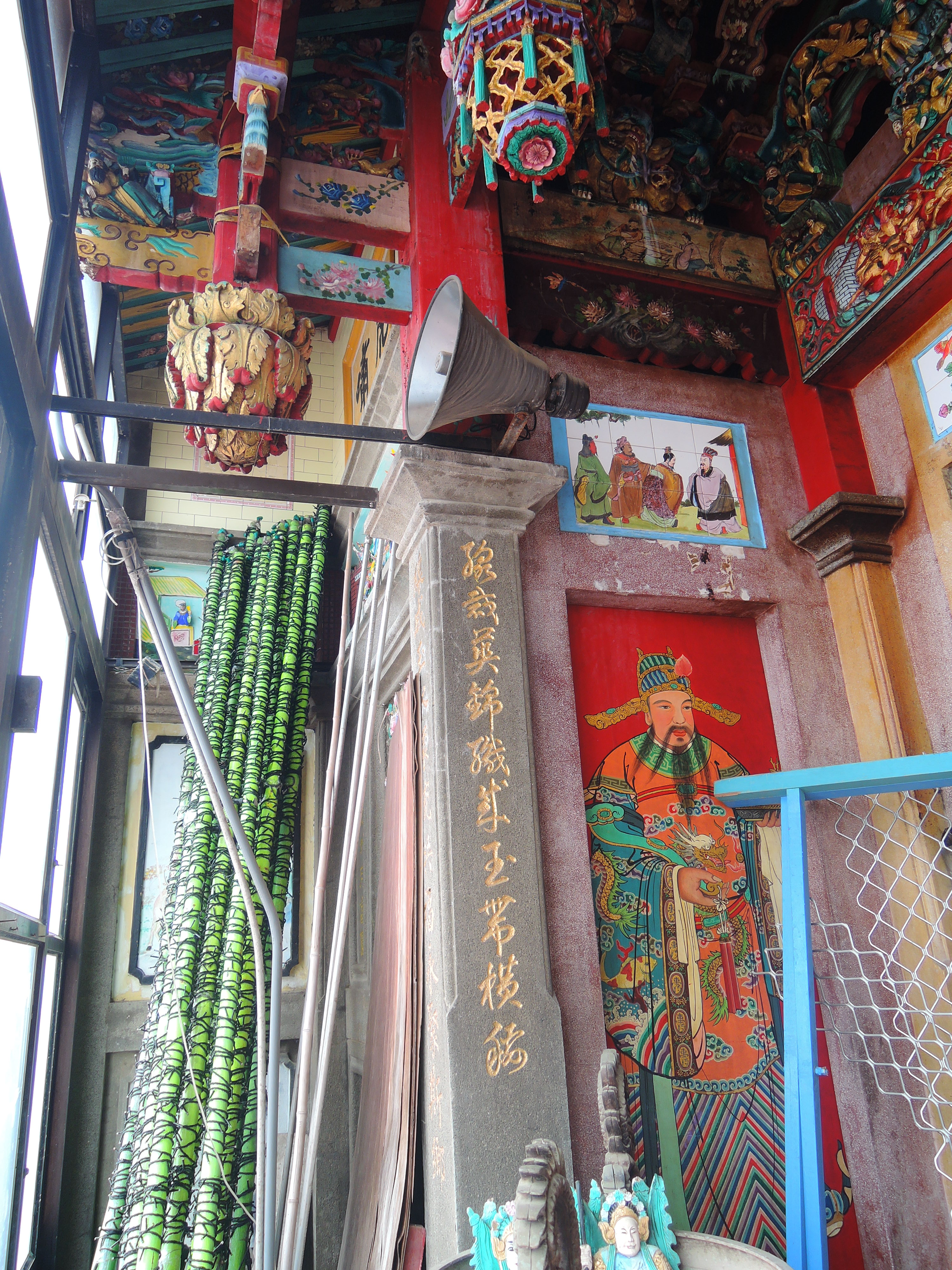
虎邊楹聯、垂花、門神
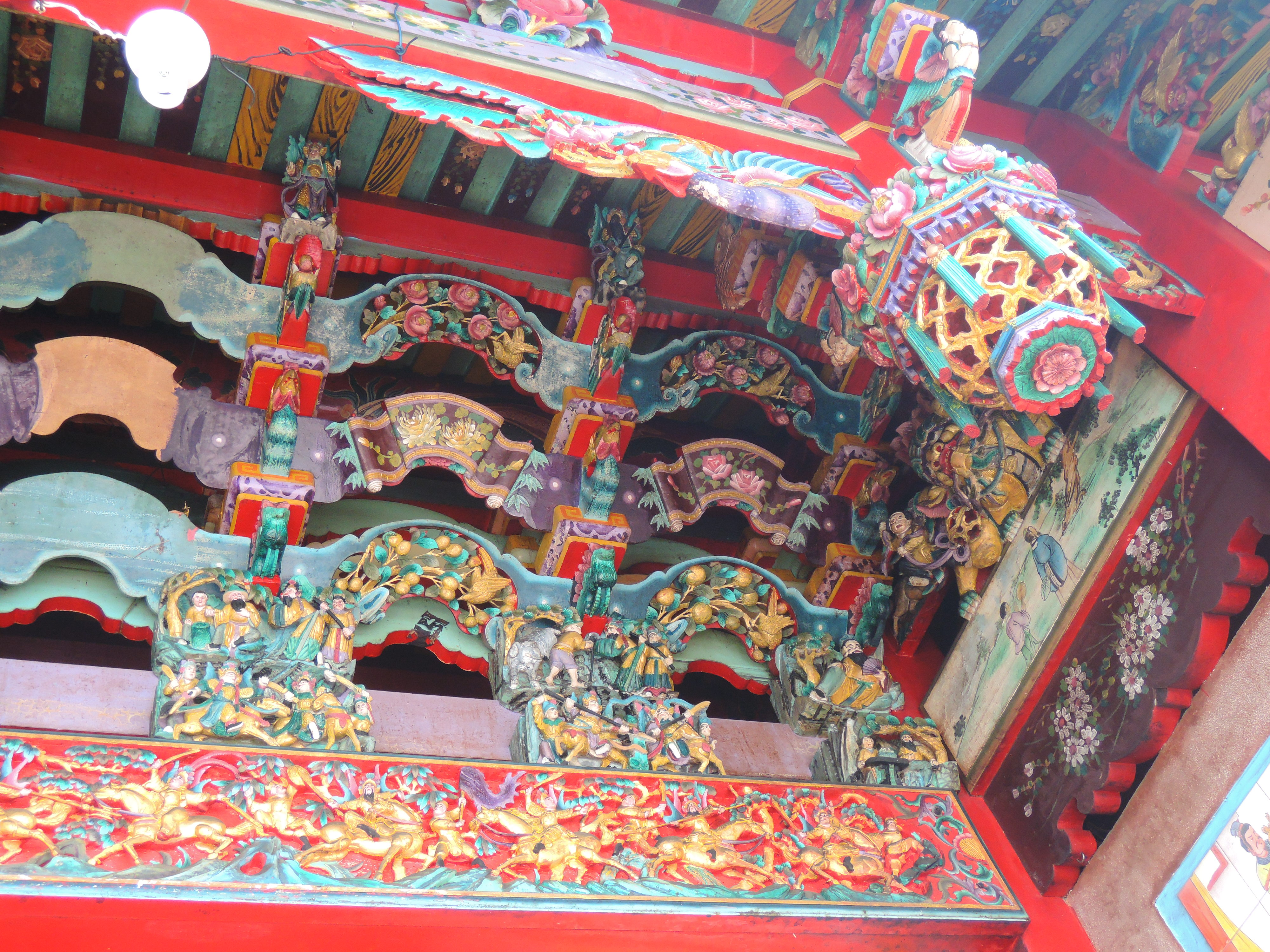
斗栱、垂花、交趾陶
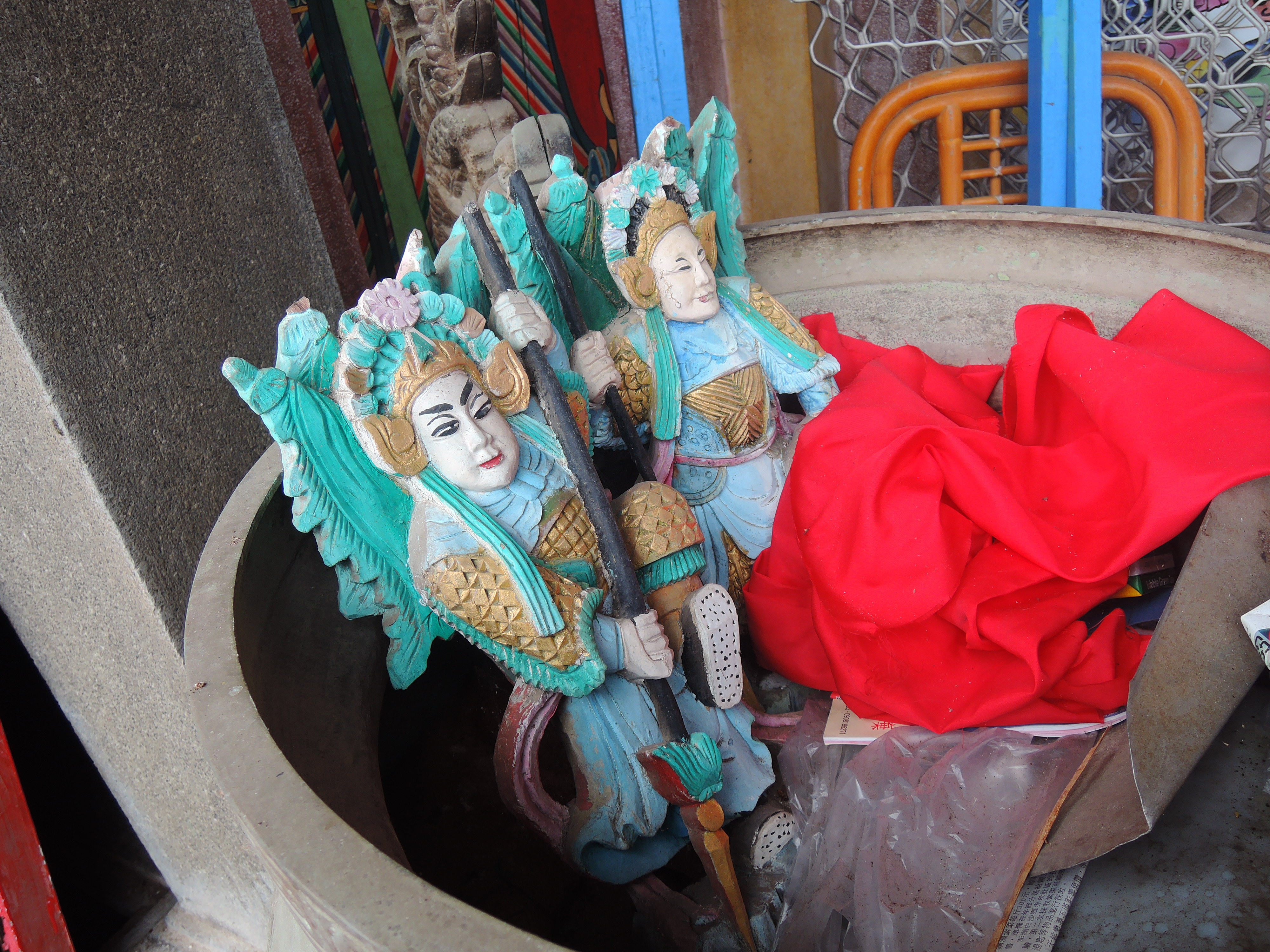
交趾陶
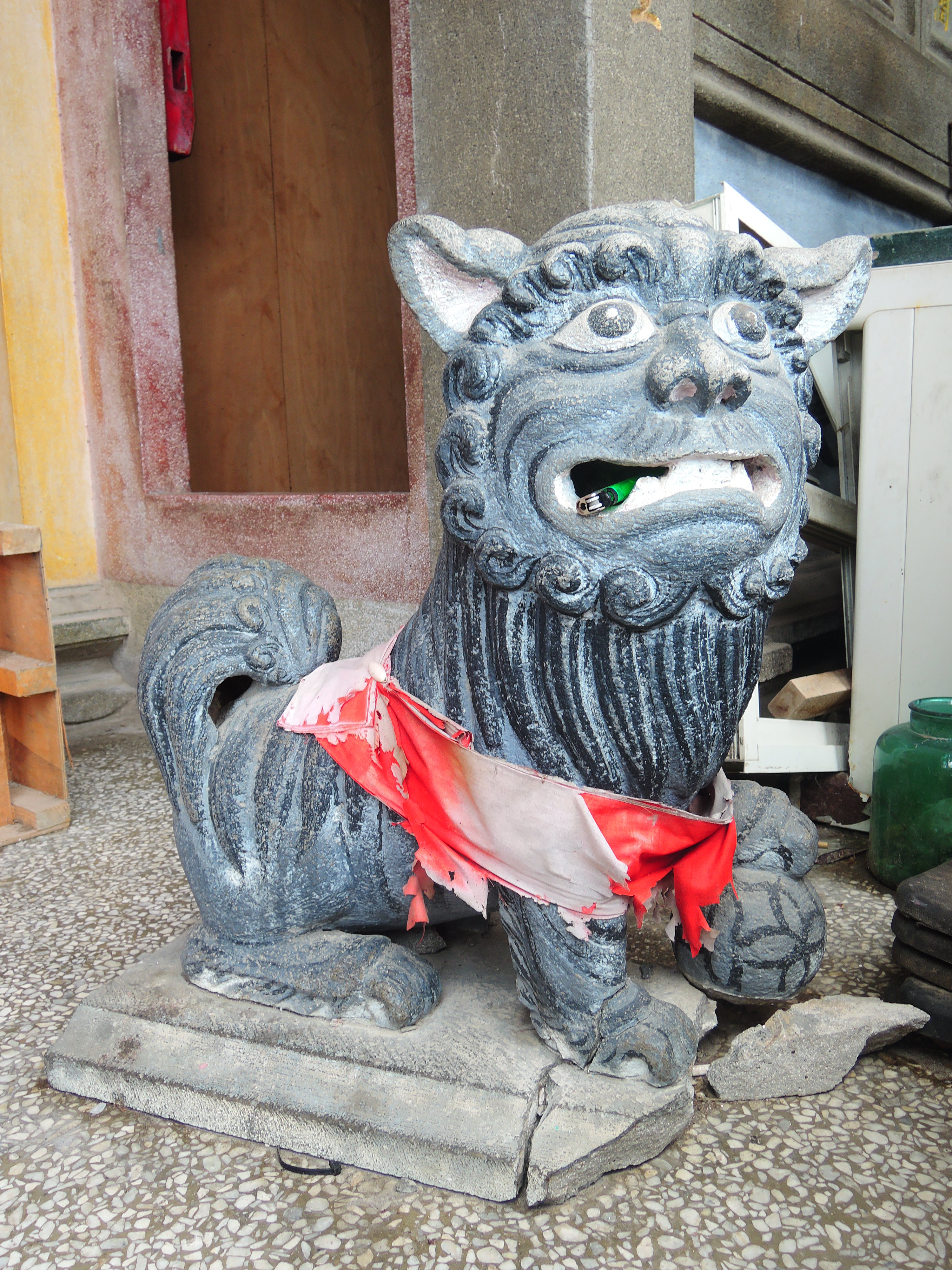
石獅

### 新廟
民國94年（2005年）落成的清水宮廟宇內觀擺設。

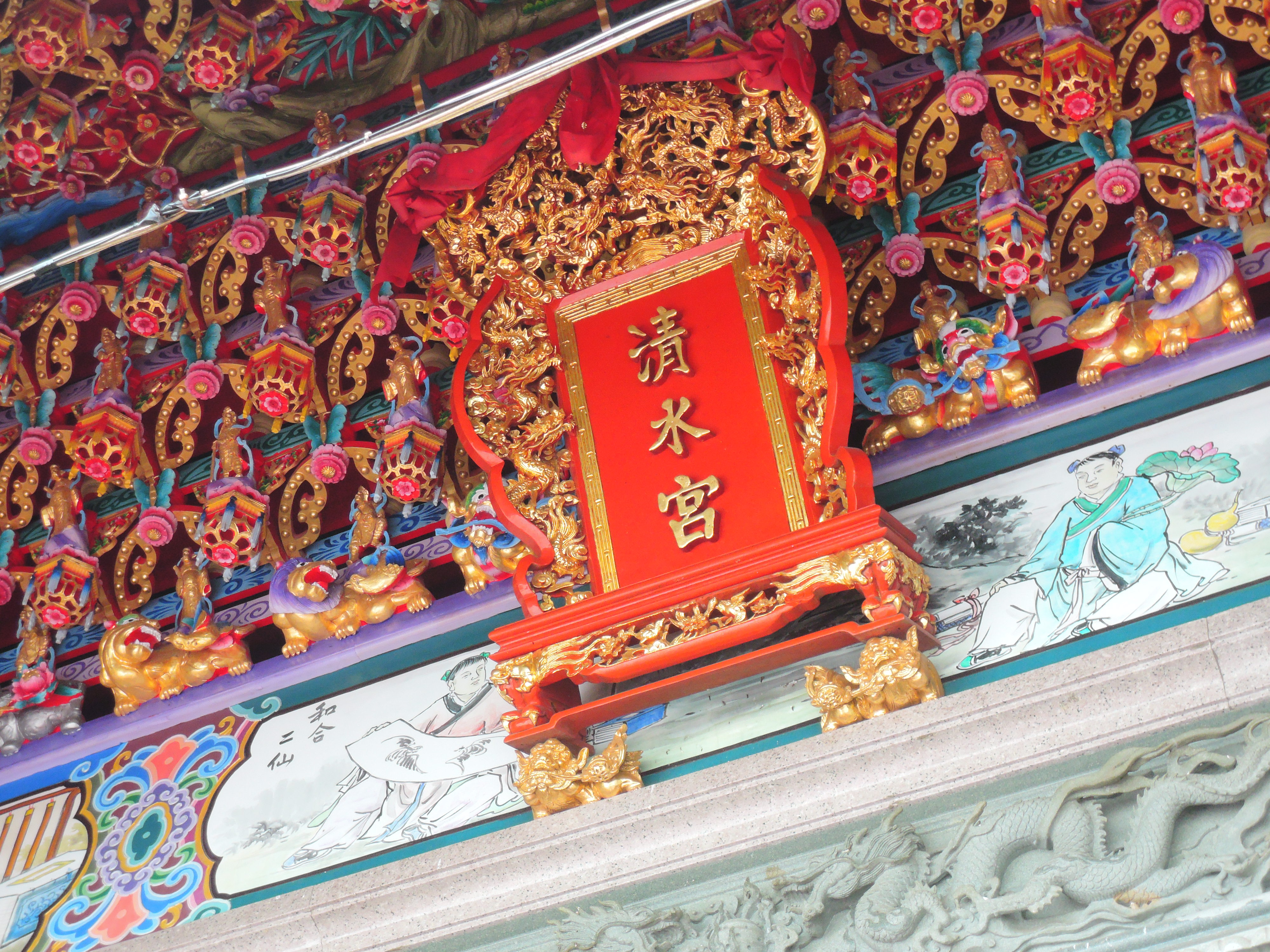
聖旨牌
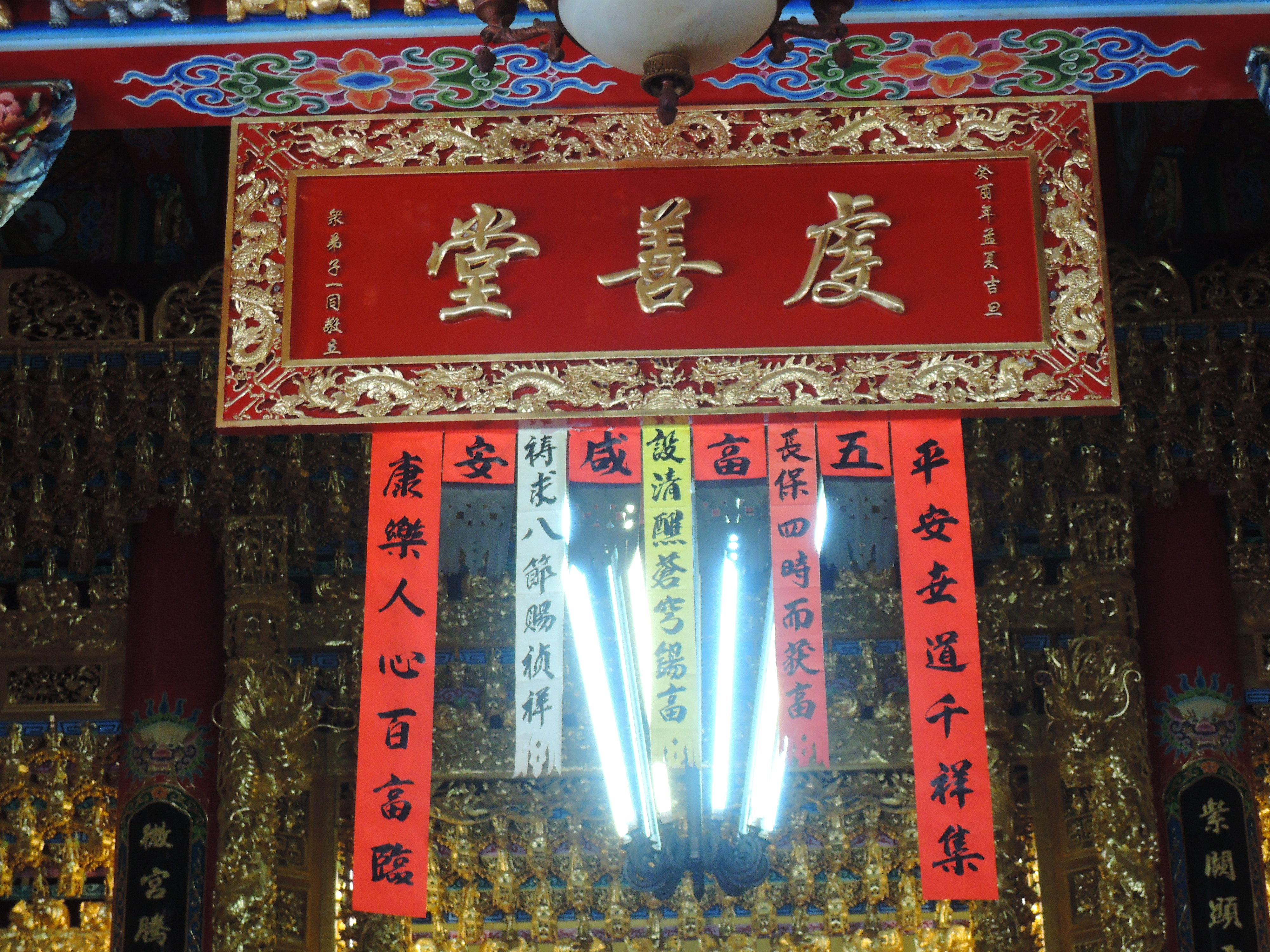
善堂堂號：虔善堂
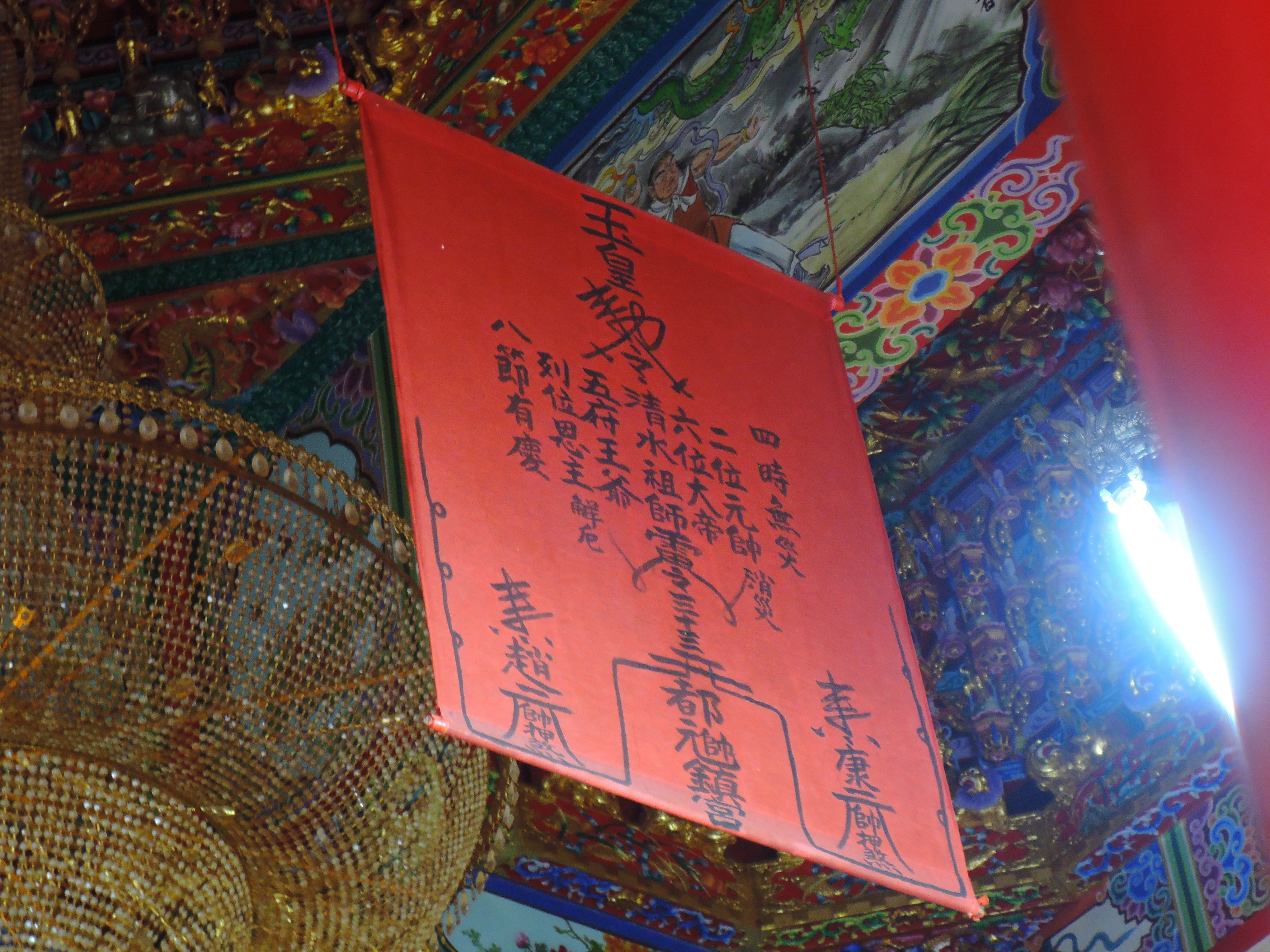
大符雷令
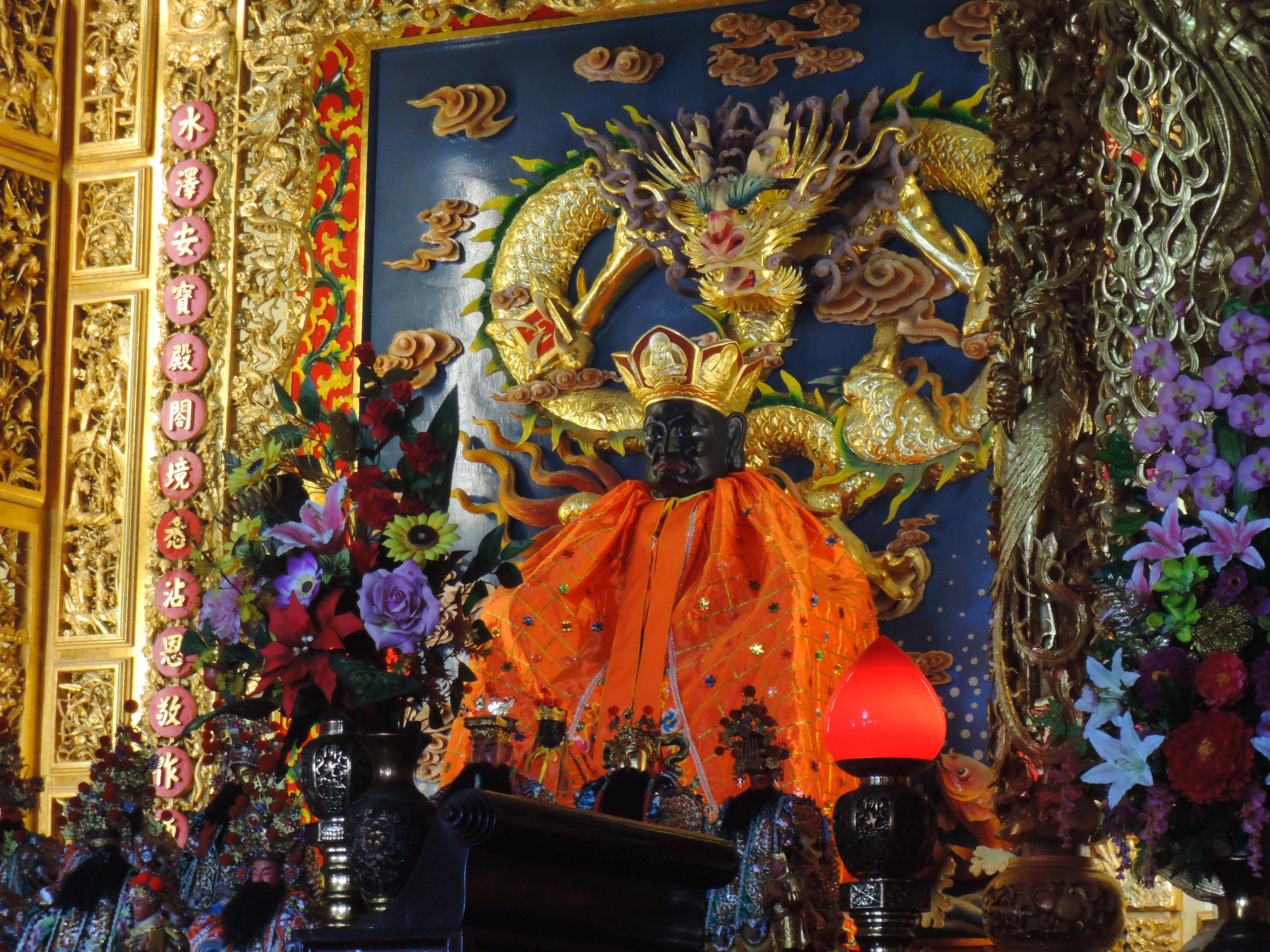
清水祖師聖像
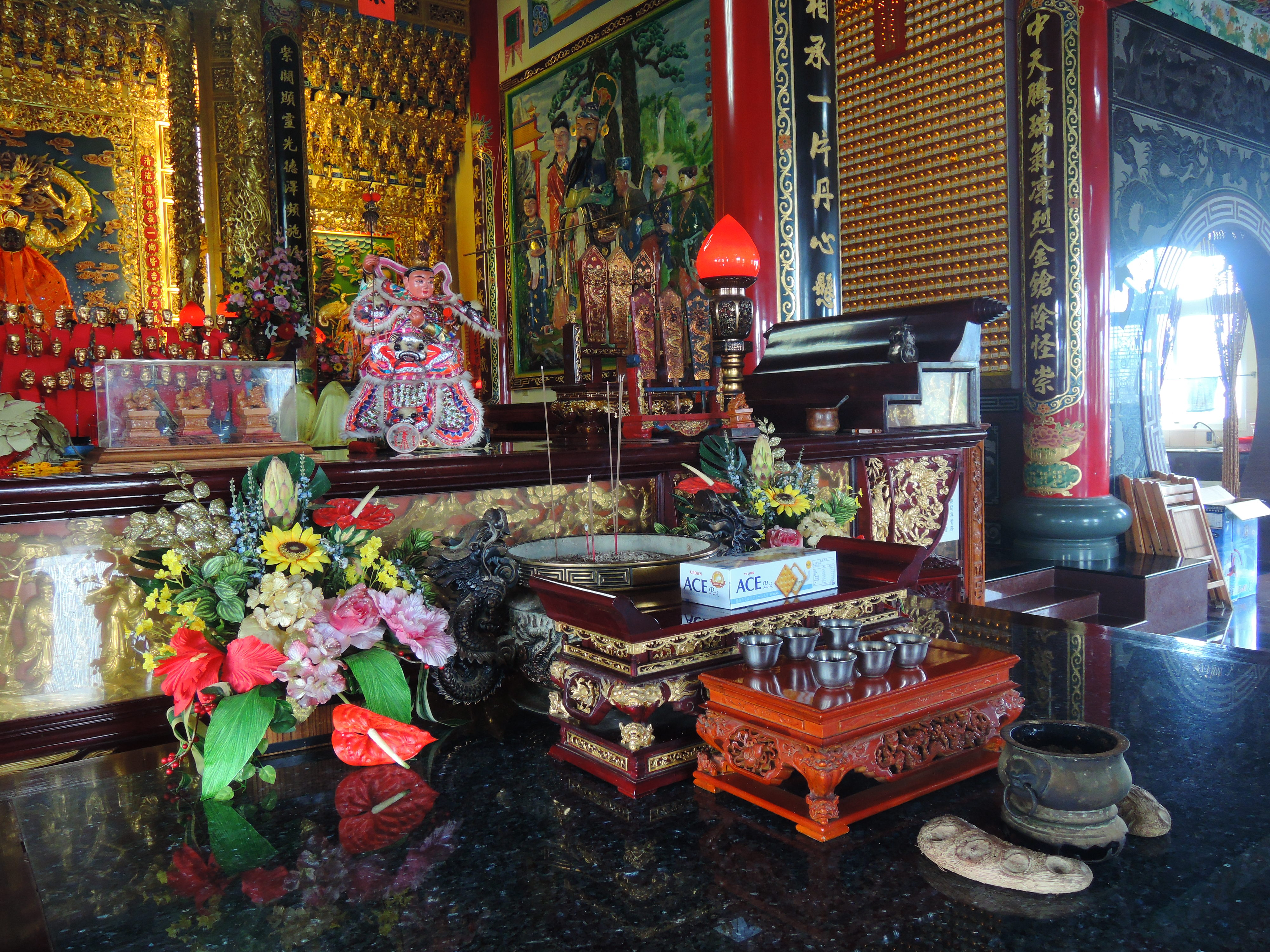
哪吒三太子、神桌
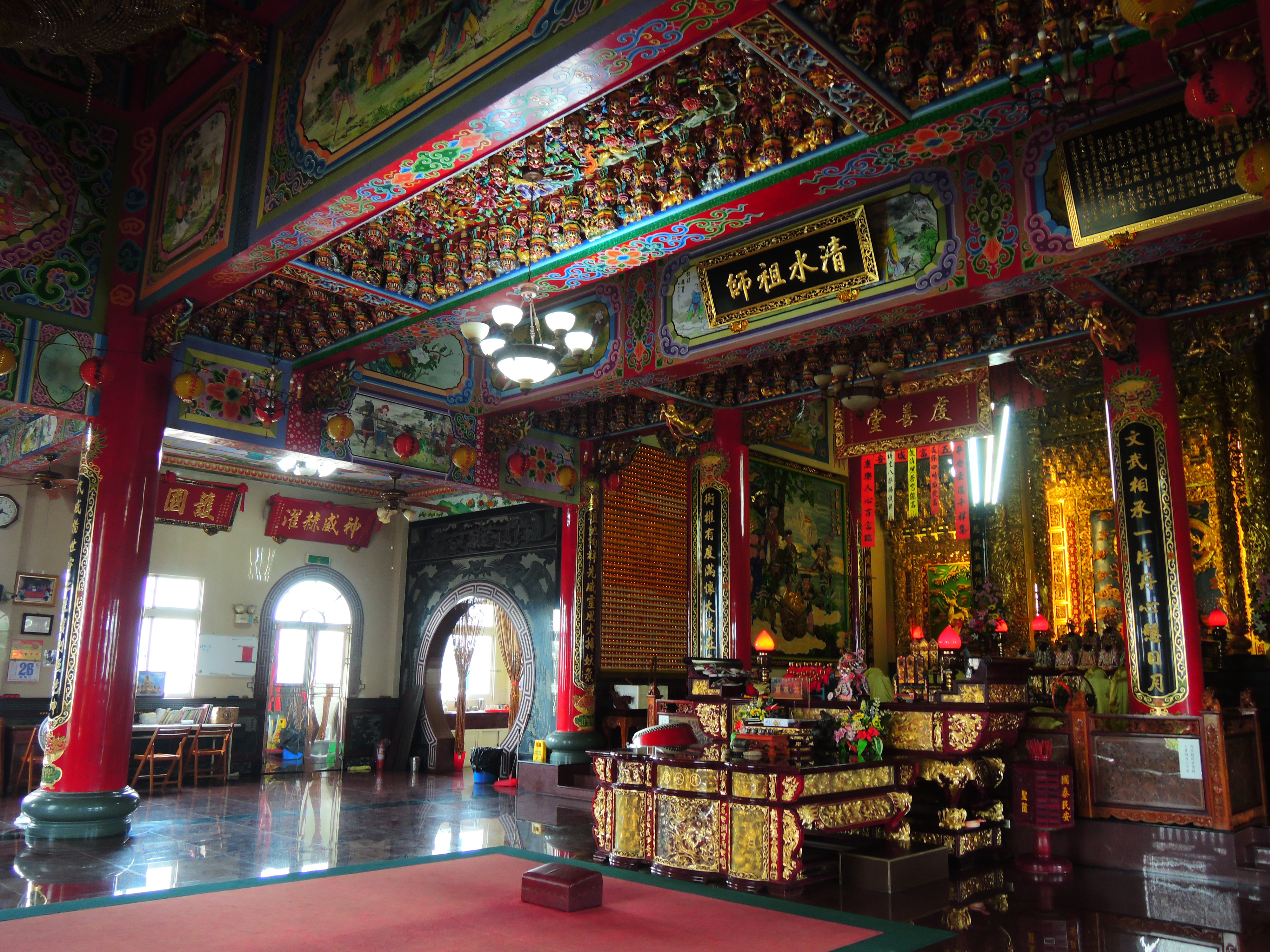
神明廳
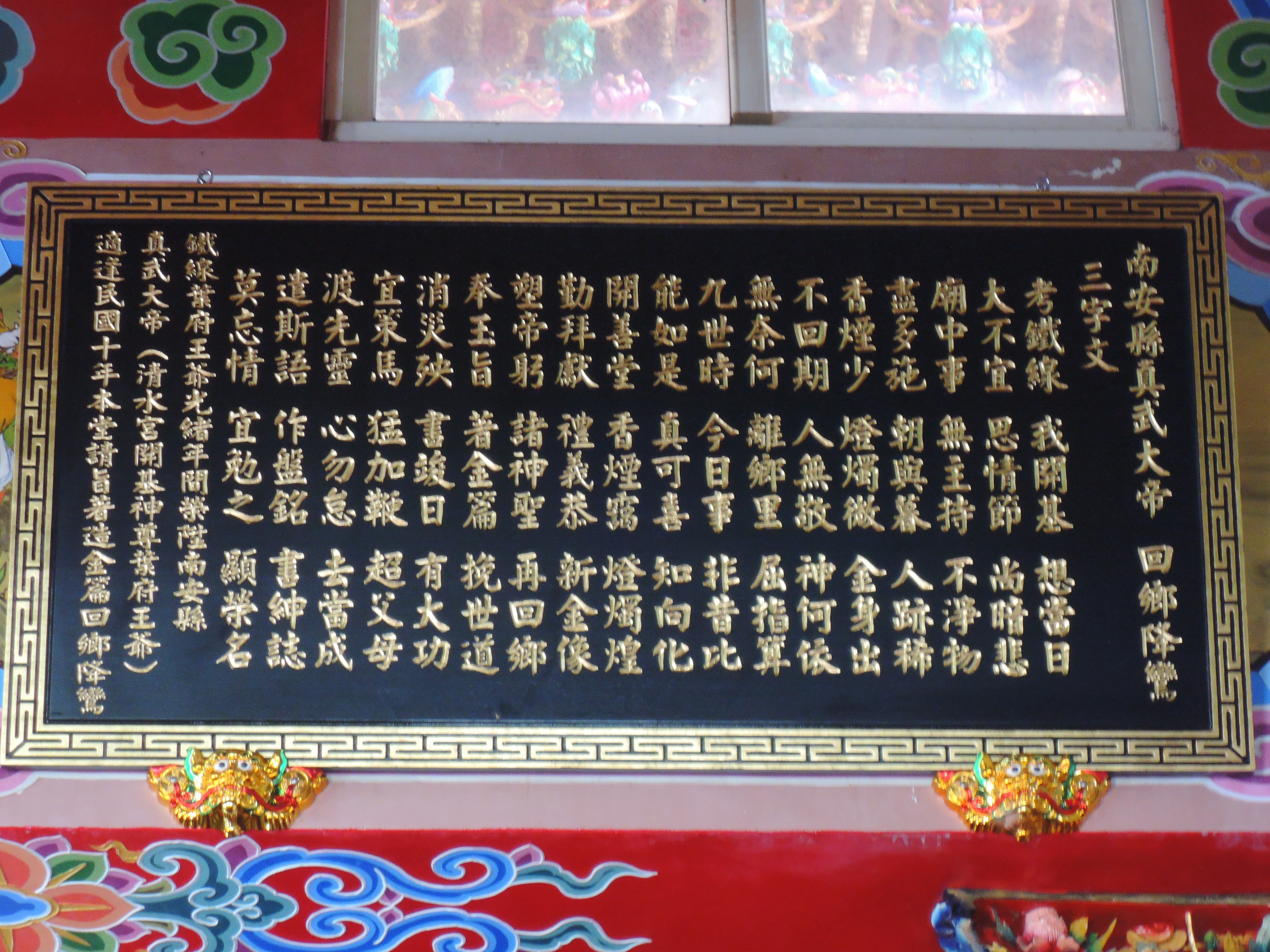
南安縣真武大帝回鄉降鸞三字文

## 相關條目

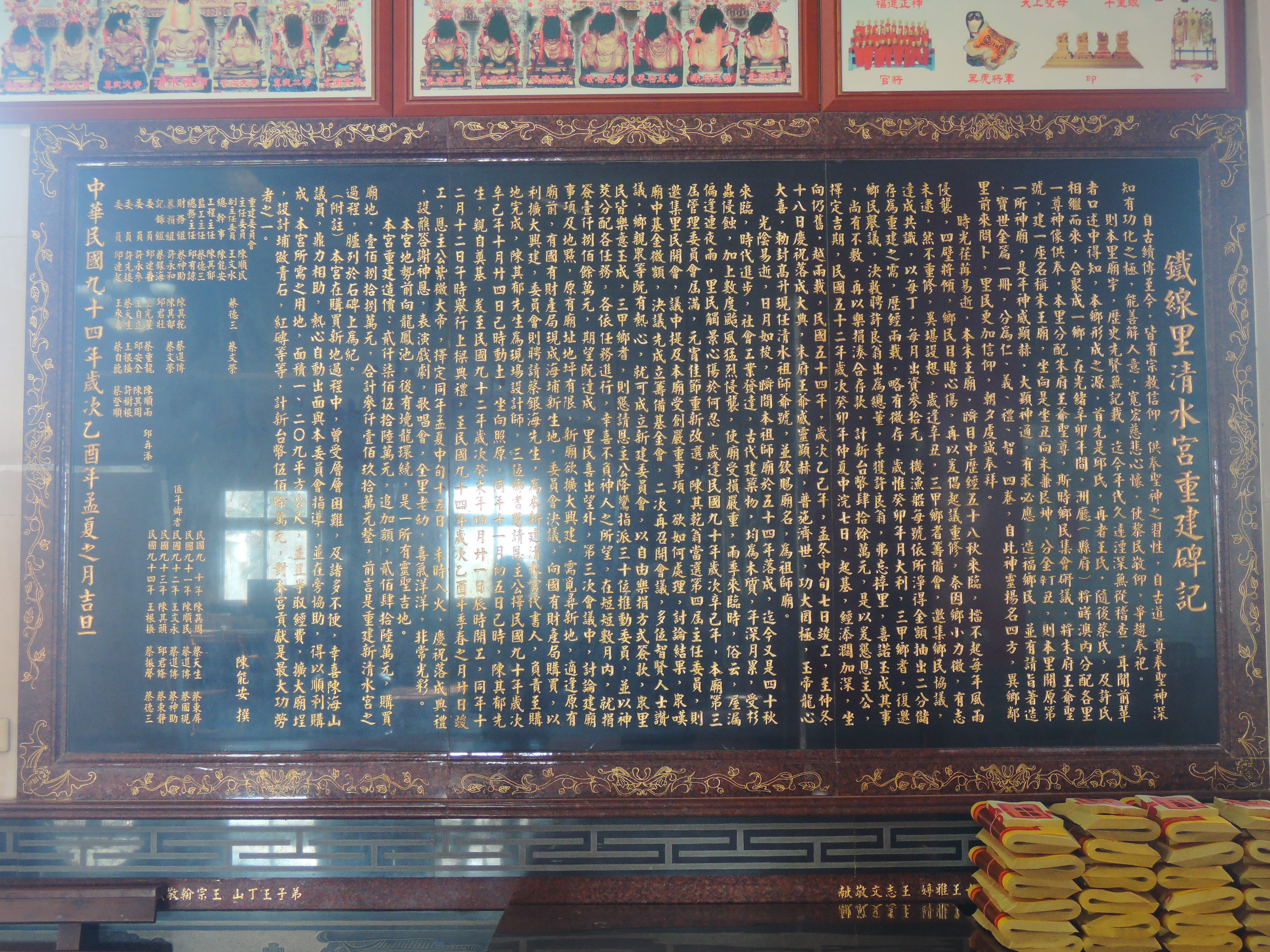
鐵線里清水宮重建碑記（2005年立）